# تسیمرن ونتر در بورگ
تسیمرن ونتر در بورگ (به آلمانی: Zimmern unter der Burg) یک شهر در آلمان است که در تسولرنالبکرایس واقع شده‌است. تسیمرن ونتر در بورگ ۴۸۸ نفر جمعیت دارد.